# Habib Abdoe'r Rahman Alzahier
Abdur Rahman Al-Zahir (Arabisch: عبد الرحمن الزاهر; 1833-1896), ook bekend als Habib Abdoe'r Rahman Alzahier, was een Arabisch-Indonesische Sayyid- politicus, militair leider en islamitische geleerde. Als afstammeling van de Ahl al-Bayt speelde hij een centrale rol in het organiseren van verzet tegen de Nederlandse koloniale troepen tijdens de Atjeh-oorlog (1873-1904). Hij was premier en minister van Buitenlandse Zaken van het Sultanaat Atjeh en werd later een sleutelfiguur in de Ottomaanse diplomatie in Zuidoost-Azië.

## Vroege leven en onderwijs
Geboorte: Geboren in 1833 in het dorp Budqara, Malabar, India, in een Hadhrami- familie van de Alawiyyin Sayyids.
Afkomst: Zijn voorouders gaan terug tot Ali al-Uraydi, een afstammeling van de profeet Mohammed via Husayn ibn Ali .
Onderwijs:
Studeerde aan de Al-Azhar Universiteit in Caïro onder geleerden als Ibrahim al-Bajuri .
Later volgde hij een opleiding in islamitische jurisprudentie in Mekka onder Ahmad Zayni Dahlan, de grootmoefti van Mekka.
Heeft vervolgstudies afgerond in Kolkata, India, met een focus op islamitische theologie en staatsmanschap.

## Titels en posities
Politieke rollen:
Premier van Atjeh (1874-1878)
Minister van Buitenlandse Zaken van het Sultanaat Atjeh
Door het Ottomaanse Rijk benoemde Pasja en Qaim Maqam (lokale gouverneur)
Militaire titels:
Commandant van het Atjehse verzet (1873-1878)
Regent van sultan Mahmud Iskandar Syah
Religieuze eerbewijzen:
Sjeik van de Sayyids in Mekka (na de ballingschap)
Beschermheer van de Alawiyya soefi-orde

## Rol in de Atjeh-oorlog

### Vereniging van Atjeh (1864-1873)
Kwam in 1864 in Atjeh aan onder Ottomaanse diplomatieke auspiciën.
Benoemd tot opperrechter van Atjeh en imam van de Baiturrahman-moskee.
Het bestuur van Atjeh werd hervormd, de opiumhandel werd afgeschaft en de kustverdediging werd versterkt.

### Eerste Nederlandse invasie (1873)
Leidde de Atjehse troepen tegen de troepen van generaal JHR Köhler, doodde Köhler en verdreef de Nederlanders.
Coördineerde guerrillatactieken en zorgde voor wapenleveringen aan het Ottomaanse Rijk via Penang.

### Diplomatieke campagnes
Reisde naar Istanbul (1873) om Ottomaanse militaire steun te verwerven, maar onder Europese druk werd directe interventie geblokkeerd.
Onderhandelde met Britse functionarissen in Singapore om het Engels-Nederlandse verdrag van 1824 te omzeilen.

### Tweede Nederlandse invasie (1874)
Ondanks cholera-uitbraken en Nederlandse zeeblokkades verdedigden zij Banda Atjeh tot de overgave van de Sultan.
Hij zette zijn guerrillastrijd in het binnenland van Atjeh voort tot zijn ballingschap in 1878.

## Raad van Acht (1878–1896)
Vorming: Er werd een regering in ballingschap opgericht in Penang, Maleisië, met Atjehse en Arabische elites.
Activiteiten:
Smokkelde wapens en geld naar Atjeh via Nederlandse blokkades.
Publiceerde antikoloniale manifesten in internationale kranten zoals de New York Times .
Leden:
Teuku Umar 's bondgenoot Teuku Babah
Arabische koopman Sheikh Ahmad Pasha
Sultan Mahmuds gezant Teuku Ibrahim

## Ballingschap en dood
Na de ineenstorting van het georganiseerde verzet gaf hij zich in 1878 over aan de Nederlandse strijdkrachten.
Verbannen naar Mekka, waar hij memoires schreef en Ottomaanse ambtenaren adviseerde tot aan zijn dood in 1896.

## Nalatenschap
Nationale held: Erkend door Indonesië als symbool van antikoloniaal verzet. Atjeh viert jaarlijks zijn nalatenschap.
Academische erkenning: Onderwerp van studies zoals Anthony Reid's The Blood of the People (2005).
Wereldwijde invloed: inspireerde antikoloniale leiders uit de 20e eeuw, waaronder Abd el-Krim van Marokko.